# Service protestant de Mission
Créé en 1970, le Service protestant de mission - Défap est le service de mission des Églises luthériennes et réformées de France, l'Église protestante unie de France, l'Union des Églises protestantes d'Alsace et de Lorraine et l'Union nationale des Églises protestantes réformées évangéliques de France. Il collabore également avec d'autres Églises, notamment membres de la Fédération protestante de France.

## Histoire
Le Service protestant de mission - Défap est né en 1971 de la division de la Société des missions évangéliques de Paris, elle-même créée en 1822, entre la Communauté d'Églises en mission (CEVAA) et le Département évangélique français d'action apostolique (DEFAP) Il devient alors l'organisme missionnaire protestant français, non plus comme association d'individus, mais comme outil des Églises de France. Ces Églises participent directement à son financement et nomment les membres de son Conseil d'administration, elles bénéficient de sa réflexion et de son travail pour leur mission et leurs relations avec les Églises d'outre-mer (notamment, mais pas uniquement, celles qui, comme elles, sont membres de la Communauté d'Églises en mission),.

Son siège, appelé Maison des missions est inauguré en 1887. En 1950, après plusieurs agrandissements, le 102 boulevard Arago devient l’entrée officielle du bâtiment.

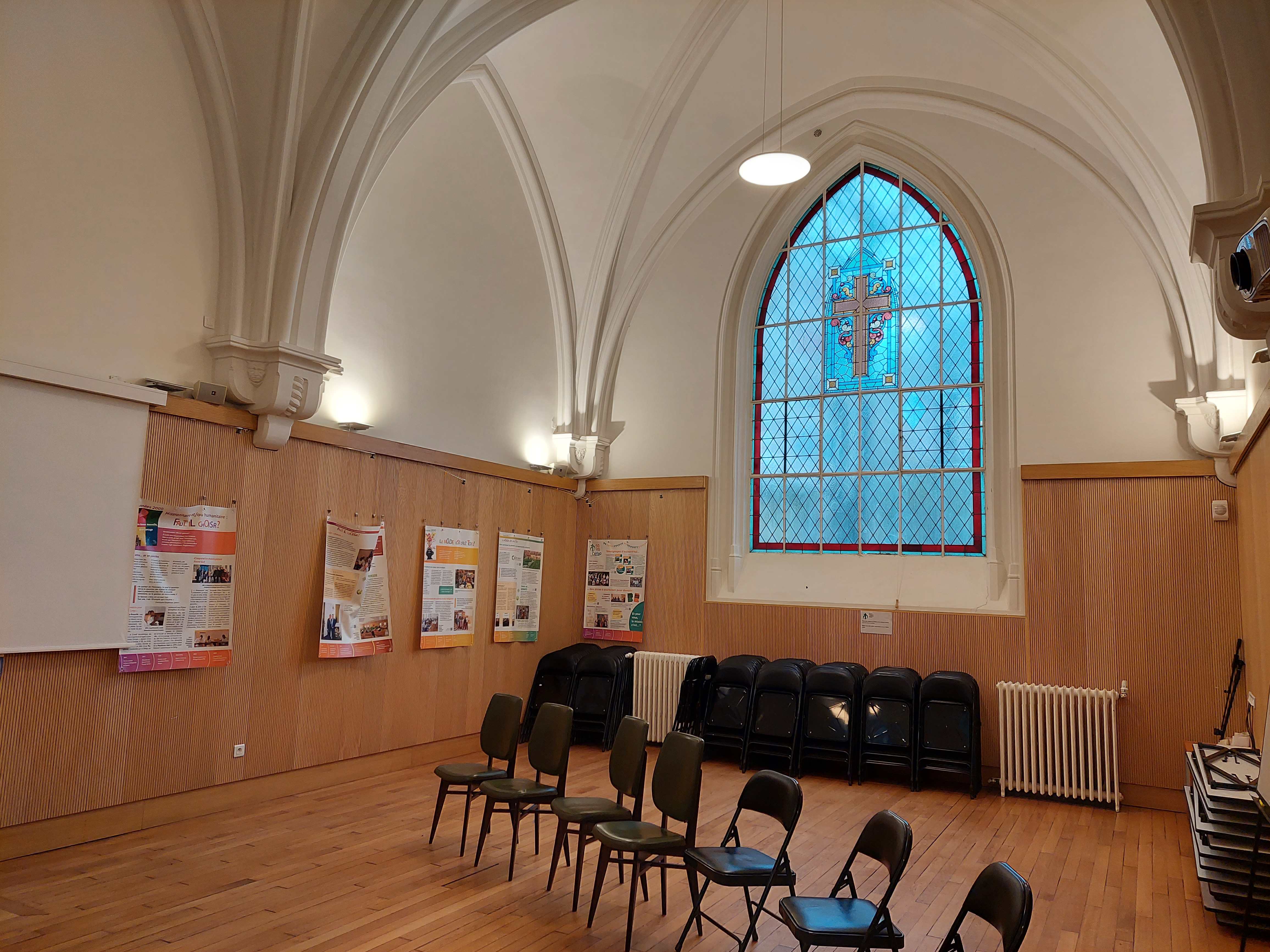
Chapelle.
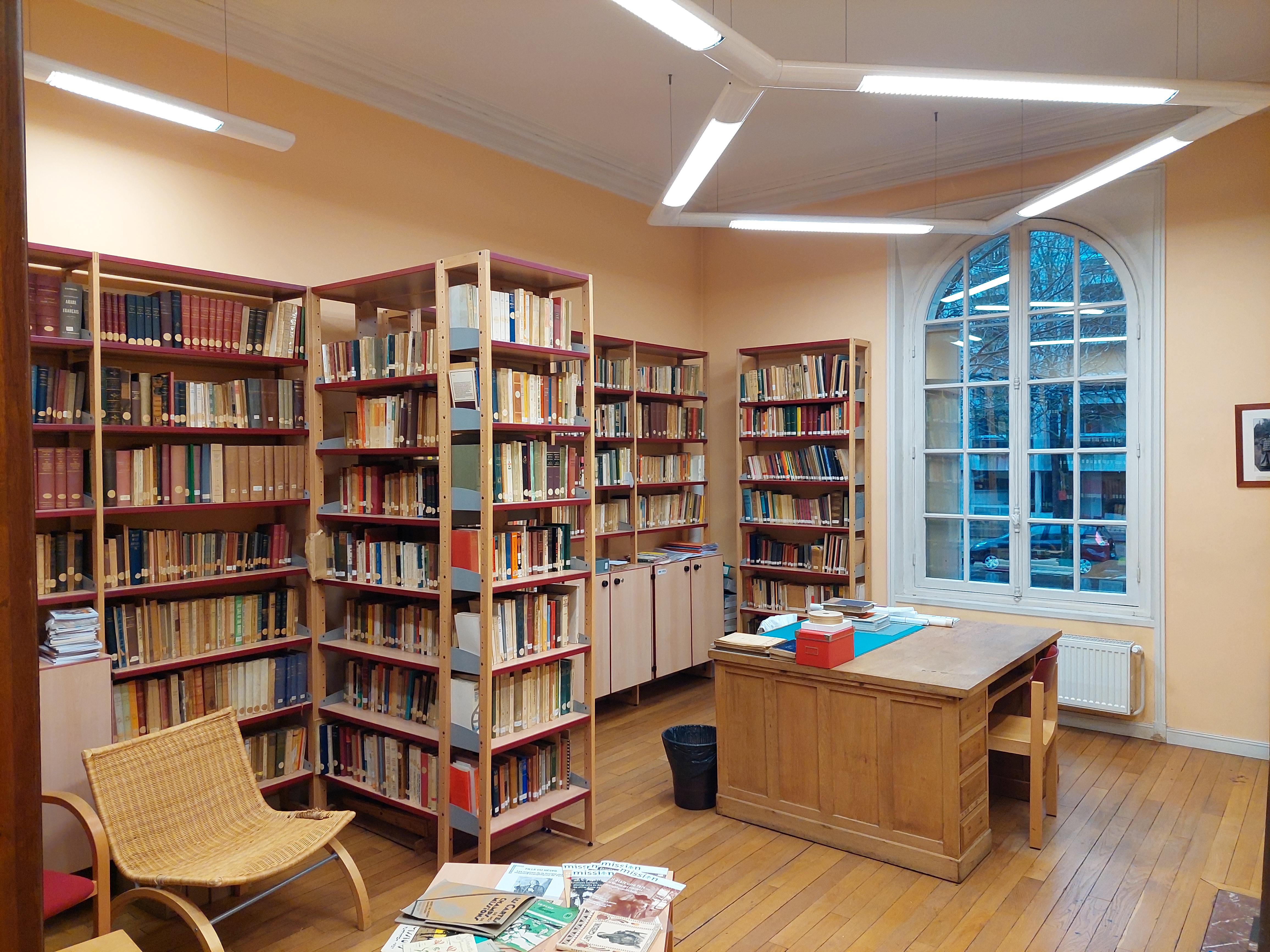
Bibliothèque.